# Crocidura attila
Crocidura attila — вид ссавців родини Soricidae. Зустрічається в Камеруні, Центральноафриканській Республіці, Малі, Демократичній Республіці Конго та Нігерії. Його природні середовища існування — тропічні або субтропічні вологі низинні або гірські ліси, а також сильно деградовані колишні ліси.